# Бунінська алея (станція метро)
55°32′17″ пн. ш. 37°30′57″ сх. д. / 55.53806° пн. ш. 37.51583° сх. д.
«Бунінська алея» — 170-та станція Московського метрополітену, південна кінцева Бутовської лінії, розташована після станції «Вулиця Горчакова». Відкрита 27 грудня 2003 р. у першій черзі від станції «Вулиця Старокачаловська» до станції «Бунінська алея». Названа за однойменною алеєю.

## Вестибюлі й пересадки
На станції один вестибюль (західний), розташований над Бунінською алеєю. Вестибюль сполучений з платформою ескалаторною галереєю. У східному кінці перону змонтовано ліфт для спуску і підйому інвалідних візків.

## Технічна характеристика
Конструкція станції — естакадна типового проекту. Довжина платформи — 90 м, ширина платформи — 7 м, висота платформи — 9,6 м.

## Оздоблення
Над платформою зроблено навіс, що нагадує крила птаха. Несучі металеві конструкції навісу пофарбовані в синьо-зелений колір. На навісі укріплені три ряди люмінесцентних світильників. Колійні стіни замінюють прозорі пластикові шумопоглинаючі панелі.
Станція має один вестибюль, що з'єднано з платформою тринитковим ескалатором, який накритий легкою скляною галереєю. Стіни галереї оздоблені алюмінієвим профілем і світло-коричневим гранітом. Для входу інвалідів на станціях зроблені ліфти. Вестибюль має в центральній частині касові та службові приміщення. Стелю вестибюля підтримують колони оздоблені нержавіючою сталлю. Освітлення виконано точковими світильниками, вбудованими в стелю підшивання, що зроблено з алюмінієвого профілю. Стіни в інтер'єрах вестибюлів виконані з термообробленого і полірованого граніту «Відродження». Підлога платформ, вестибюлів, а також вхідні майданчики перед ними викладені плитами з різних порід граніту. Фасади вестибюлів, електропідстанцій та аварійних виходів оздоблені фіброцементними панелями зі вставками з граніту «Відродження». Нижня частина стін має цоколь з полірованого габро.

## Колійний розвиток

Схема колійного розвитку станції Бунінська алея

Станція з колійним розвитком — 3 стрілочних переводи, 1 станційна колія для обороту та відстою рухомого складу і 2 колії для відстою рухомого складу.

## Ресурси Інтернету
- Офіційний сайт Московського метрополітену(рос.)
- Сайт «Енциклопедія нашого транспорту» [Архівовано 22 листопада 2021 у Wayback Machine.](рос.)

| Попередня станція | Лінія | Лінія           | Лінія | Наступна станція |
| ----------------- | ----- | --------------- | ----- | ---------------- |
| Кінцева           |       | Бутовська лінія |       | Вулиця Горчакова |